# Alessandro Piccolomini

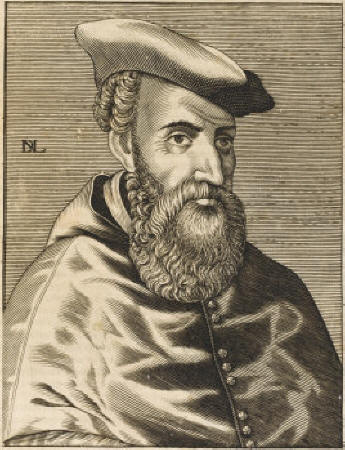
Alessandro Piccolomini

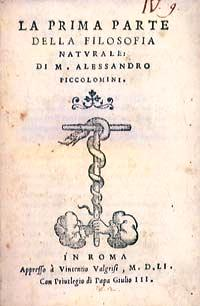
Titelblatt der Filosofia naturale

Alessandro Piccolomini (* 13. Juni 1508 in Siena; † 12. März 1578 ebenda; lateinisch: Alexander Piccolomineus) war ein italienischer Dichter und Philosoph, erlangte aber besonders als Astronom Bekanntheit.

## Leben
Seine Eltern waren Angelo (Agnolo), der zum Zweig Modanella der Piccolomini gehörte, und Margherita Santi. Er erhielt bereits in jungen Jahren ab 1517 Stipendien für eine kirchliche Ausbildung vor allem von seinem Onkel, dem Kardinal Giovanni Piccolomini. So konnte er nach dem Tod des Vaters 1524 das Studium der Philosophie, Mathematik und Astronomie in Siena fortsetzen.
Alessandro beteiligte sich an der Accademia degli Intronati. In seiner Jugend schrieb er einige Komödien: Amor costante (1536), L’Alessandro (1544) und Ortensio. Er übersetzte Ovids Metamorphosen, die Poetik und die Rhetorik des Aristoteles. Von ihm stammen hundert Sonette (Cento Sonetti, 1549 veröffentlicht) und andere Gedichte.
1540 wechselte er als Student nach Padua, beteiligte sich dort an der Gründung der Accademia degli Infiammati unter dem Einfluss von Pietro Pomponazzi und wurde Sekretär des Hauptorganisators Leone Orsini. In der Akademie hielt Piccolomini Kurse ab, seine Morallehre von 1542 basierte auf der Nikomachischen Ethik. Auch gab er erste astronomische Schriften heraus, die das neue Wissen in der Volkssprache popularisieren sollten. Zu diesem Anliegen schrieb er einen Brief an den Schriftsteller Aretino. Mit Sperone Speroni zerstritt er sich wegen Vorwürfen eines Plagiates. Dann zog er 1542 nach Bologna, kehrte nach Siena als Lehrer zurück und ging phasenweise nach Rom, wo er die Priesterweihe (1555) empfing. Er genoss dort die Protektion des spanischen Kardinals Francisco Mendoza y Bobadilla bis zu dessen Weggang. In seinem Traktat Della grandezza della terra et dell’acqua (Venedig, 1558) bekämpfte er die von Aristoteles und Ptolemaios vertretene Meinung, dass die Wasserfläche größer als die Landmasse der Erde sei. Im fortgeschrittenen Alter kehrte er wieder nach Siena zurück, übersetzte antike Schriften (Rhetorik und Poetik des Aristoteles) und wurde Koadjutor des Erzbischofs Francesco Bandini Piccolomini, womit er sehr viel zu tun hatte. Papst Gregor XIII. ernannte ihn 1574 zum Titularerzbischof von Patras. Auf Bitten des Großherzogs Francesco de’ Medici und seines Bruders, Kardinal Ferdinando, schrieb noch vor dem Tod auch über die von Gregor betriebene Verbesserung des Kalenders (1578).
Er starb am 12. März 1578 (häufigste Angabe) oder 1579 in Siena.

## Wissenschaftliche Werke
- Della grandezza della terra et dell’acqua. 1558 (Digitalisat der Ausgabe Venedig 1561).
- Della filosofia naturale. Venedig 1560 (Digitalisat).
- In mechanicas quaestiones Aristotelis, paraphrasis paulo quidem plenior eiusdem commentarium de certitudine mathematicarum disciplinarum. Venedig 1565 (Digitalisat).
- Sfera Del Mondo [„Bereich der Welt“]. 1540.
- Del le stelle fisse (Von den Fixsternen), 1540
- Speculazioni de’ pianeti (Spekulationen über die Planeten – Piccolomini vertrat darin die Auffassung von Ptolemaios).
- De la institutione di tutta la vita de l’homo nato nobile e in città libera libri XII. (zuerst 1542) Venedig 1569. (Lebenslehre – Piccolomini begründete diese auf der Aristoteles zugeschriebenen Nikomachischen Ethik).

## Ehrungen
Der Mondkrater Piccolomini wurde 1935 nach ihm benannt, der Asteroid (274264) Piccolomini 2021.